# Amour, Amour
"Amour, Amour" ("Amor, Amor") foi a canção que representou o Luxemburgo no Festival Eurovisão da Canção 1987, interpretada em francês pelo cantor belga Plastic Bertrand. Foi a 13.ª canção a ser interpretada na noite do festival, depois da canção neerlandesa "Rechtop in de wind", interpretada por Marcha e antes da canção britânica   "Only the Light", interpretada por Rikki. Apesar de Plastic Bertand ter tido sucesso em 1977, com a canção "Ça plane pour moi"  não teve sorte e  terminou em penúltimo lugar, recebendo apenas 4 pontos. 

## Autores
- Letrista: Roger Jouret, Alec Mansion
- Compositor: Roger Jouret, Alec Mansion
- Orquestrador: Alec Mansion

## Letra
A canção é inspirada na música new wave fala do poder do amor. O cantor descreve-se como estando dentro de uma "masmorra" para ter emoções. A letra também contém uma descrição do cantor experimentando amor numa "sexta-feira 13", com uma rapariga com 16 anos.